# Pergagrapta castanea
Pergagrapta castanea – gatunek błonkówki z rodziny Pergidae.

## Taksonomia
Gatunek ten został opisany w 1882 roku przez Williama F. Kirby'ego pod nazwą Perga castanea. Jako miejsce typowe podał on Sydney. Holotypem była samica. W 1939 Robert Bernard Benson przeniósł ten gatunek do rodzaju Pergagrapta.

## Zasięg występowania
Pergagrapta castanea występuje w australijskich stanach Nowa Południowa Walia i Wiktoria.

## Biologia i ekologia
Rośliną żywicielską jest drzewo Eucalyptus piperita z rodziny mirtowatych.